# Sinedzsinszt járás
Sinedzsinszt járás (mongol nyelven: Шинэжинст сум) Mongólia Bajanhongor tartományának egyik járása. Területe 16 500 km². Népessége kb. 2500 fő.
Székhelye Dzalá (Залаа), mely 250 km-re délnyugatra fekszik Bajanhongor tartományi székhelytől.